# Bruno Fortmann
Bruno Fortmann (* 8. März 1894 in Holle bei Oldenburg/Großherzogtum Oldenburg; † 26. Juni 1970 in Oldenburg (Oldenburg)) war ein deutscher Mediziner und Rassenhygieniker.

## Leben
Sein Vater, Bernhard Fortmann, war Pastor in Rüstringen-Neuende bei Wilhelmshaven. Nach dem Abitur studierte Fortmann zunächst in Tübingen Theologie, dort wurde er auch Mitglied der AV Nicaria im Schwarzburgbund. Ab 1920 studierte er Medizin an der Universität Rostock und wurde 1922 in Greifswald promoviert.
Fortmann leitete ab 1936 als Medizinalrat das Gesundheitsamt in Brake (Unterweser) und zählte als erklärter Rassenhygieniker zu den Ärzten, „die ein Interesse daran hatten, die Patienten unfruchtbar zu machen oder sie zu vernichten.“ Der Oldenburger Historiker Ingo Harms konnte nachweisen, dass Hunderte Patienten aus Krankenhäusern in Wilhelmshaven und Bremen nach Wehnen verlegt wurden, wo sie bald darauf umkamen.
Fortmann leitete diverse „medizinische Gewaltakte der Zwangssterilisationen“ von Jugendlichen, Frauen und Männern ein, darunter der 15-jährige „Hilfsschüler“ Alwin R. aus der Wesermarsch, der von seinem „Hilfsschullehrer“ dem Amtsarzt gemeldet wurde. Fortmann stellte nach einer Untersuchung den Antrag auf Unfruchtbarmachung aus, dem das Erbgesundheitsgericht in Oldenburg stattgab.
Der politische Hintergrund waren die „bevölkerungs- und rassenpolitischen“ Grundsätze der NSDAP und des NS-Staates. Im Mittelpunkt dieser Grundsätze standen die „Ausschaltung Erbuntüchtiger von der Fortpflanzung“, die Bekämpfung der „Rassenmischung“ und die „bewusste Förderung wertvoller gesundheitlich und rassisch erbtüchtiger kinderreicher Familien“.
Fortmann war Mitglied im militanten Freikorps „Brigade Erhardt“ und in der SA. Er arbeitete mit dem rassenpolitischen Amt zusammen und setzte sich auch dafür ein, dass in Nordenham ein Film mit dem Titel Erbgesund gedreht wurde. Dazu kam es wegen des Zusammenbruchs der nationalsozialistischen Diktatur nicht mehr.
Nach Kriegsende 1945 wurde Fortmann entlassen, verhaftet und zunächst interniert. Im Zuge der Entnazifizierungsmaßnahmen verlor er seine Zulassung für den gesundheitswissenschaftlichen Dienst und konnte aber trotzdem danach als niedergelassener Arzt in Brake praktizieren.
Fortmann war verheiratet, das Paar hatte 3 Söhne und 2 Töchter.

## Gedenken an die Opfer der Euthanasie-Morde im Oldenburger Land
- Die Alte Pathologie auf dem Gelände der Karl-Jaspers-Klinik Wehnen ist eine Gedenk- und Dokumentationsstätte für die Opfer der NS-Krankenmorde.
- Bei einem Erinnerungsgang am 26. Januar 2018 durch Brake suchten Schülerinnen und Schüler des Gymnasiums im Gedenken an die Opfer u. a. das Haus einer jüdischen Familie in Brake und die Zwangsarbeitergräber auf dem evangelischen Friedhof auf – daneben zur Erinnerung an die Täter der Euthanasie und der Zwangssterilisierung gingen sie auch zum Wohnhaus Fortmanns.[11]

## Veröffentlichungen
- Ein Fall von postoperativer Hysterozele des schwangeren Uterus. Anklam : Poettcke, 1922. auch: Greifswald, Univ., Diss., 1922 (DNB-Portal)